# コーヨーチカラ
コーヨーチカラとは日本の競走馬である。主戦騎手は領家政蔵。
「関西の秘密兵器」の元祖的存在として知られる。

## 戦績
デビューから2戦は5着・6着と振るわなかったが、その後は地元である関西で未勝利戦と特別戦を合わせて3連勝を飾り、関東初挑戦となったNHK杯では2着に4馬身を付ける圧勝劇を演ずる。その結果、本番の第43回東京優駿ではトウショウボーイ・テンポイントに次ぐ3番人気という高い評価を受けることとなった。しかし、東京優駿の結果は15着と期待を大きく裏切るものとなった。領家にとってはこの年の東京優駿は騎手として挑む唯一の事例だった。
その後は第37回菊花賞で高橋成忠を鞍上にグリーングラス・テンポイント・トウショウボーイのTTGトリオに次ぐ4着に入線したのを最後に引退した。
引退後の所在は不明である。

## 血統表
| コーヨーチカラの血統（ハイペリオン系 / Hyperion 3×4=18.75%、Nearco 3×4=18.75%、Donatello 3×4=18.75%、Blenheim 4×5×5=12.50%） | コーヨーチカラの血統（ハイペリオン系 / Hyperion 3×4=18.75%、Nearco 3×4=18.75%、Donatello 3×4=18.75%、Blenheim 4×5×5=12.50%） | コーヨーチカラの血統（ハイペリオン系 / Hyperion 3×4=18.75%、Nearco 3×4=18.75%、Donatello 3×4=18.75%、Blenheim 4×5×5=12.50%） | （血統表の出典）      | （血統表の出典） |
| 父 *ミラルゴ Miralgo 1959 栃栗毛                                                                                             | 父の父Aureole 1950 栗毛 | Hyperion | Gainsborough          | Gainsborough     |
| 父 *ミラルゴ Miralgo 1959 栃栗毛                                                                                             | 父の父Aureole 1950 栗毛 | Hyperion | Selene                |                  |
| 父 *ミラルゴ Miralgo 1959 栃栗毛                                                                                             | 父の父Aureole 1950 栗毛 | Angelola | Donatello             | Donatello        |
| 父 *ミラルゴ Miralgo 1959 栃栗毛                                                                                             | 父の父Aureole 1950 栗毛 | Angelola | Feola                 |                  |
| 父 *ミラルゴ Miralgo 1959 栃栗毛                                                                                             | 父の母Nella 1949 栗毛 | Nearco | Pharos                | Pharos           |
| 父 *ミラルゴ Miralgo 1959 栃栗毛                                                                                             | 父の母Nella 1949 栗毛 | Nearco | Nogara                |                  |
| 父 *ミラルゴ Miralgo 1959 栃栗毛                                                                                             | 父の母Nella 1949 栗毛 | Laitron | Soldennis             | Soldennis        |
| 父 *ミラルゴ Miralgo 1959 栃栗毛                                                                                             | 父の母Nella 1949 栗毛 | Laitron | Chardon               |                  |
| 母 *コンスタントチエンジ 1959 鹿毛                                                                                           | 母の父Never Say Die 1951 栗毛                                                                                                | Nasrullah | Nearco                | Nearco           |
| 母 *コンスタントチエンジ 1959 鹿毛                                                                                           | 母の父Never Say Die 1951 栗毛                                                                                                | Nasrullah | Mumtaz Begum          |                  |
| 母 *コンスタントチエンジ 1959 鹿毛                                                                                           | 母の父Never Say Die 1951 栗毛                                                                                                | Singing Grass | War Admiral           | War Admiral      |
| 母 *コンスタントチエンジ 1959 鹿毛                                                                                           | 母の父Never Say Die 1951 栗毛                                                                                                | Singing Grass | Boreale               |                  |
| 母 *コンスタントチエンジ 1959 鹿毛                                                                                           | 母の母Donna Mobile 1952 鹿毛                                                                                                 | Donatello | Blenheim              | Blenheim         |
| 母 *コンスタントチエンジ 1959 鹿毛                                                                                           | 母の母Donna Mobile 1952 鹿毛                                                                                                 | Donatello | Delleana              |                  |
| 母 *コンスタントチエンジ 1959 鹿毛                                                                                           | 母の母Donna Mobile 1952 鹿毛                                                                                                 | Lighthearted | Hyperion              | Hyperion         |
| 母 *コンスタントチエンジ 1959 鹿毛                                                                                           | 母の母Donna Mobile 1952 鹿毛                                                                                                 | Lighthearted | Merry Devon F-No.19-c |                  |

近親
半姉フシミアカリ（父ムーティエ）の孫にロンスパーク（鳴尾記念）がいる。